# One More for the Road (ER)
One More for the Road is de tweeëntwintigste aflevering van het derde seizoen van de televisieserie ER, die voor het eerst werd uitgezonden op 15 mei 1997.

## Verhaal
Dr. Greene is nog steeds herstellende van zijn mishandeling, zijn emoties worden hem ineens te veel en gaat gewelddadig te keer in de dokterskamer. Zijn collega's zijn bezorgd over hem, maar hij weigert toe te geven dat hij hulp nodig heeft. Hij wil zichzelf kunnen beschermen en besluit om een wapen te kopen.
Dr. Carter besluit dat zijn toekomst niet in chirurgie ligt maar op de SEH. Hij wil zich overlaten plaatsen en moet diervoor toestemming vragen aan dr. Anspaugh, die wil hier echter niet aan meewerken. 
Dr. Ross ontslaat een patiënt van dr. Del Amico, dit maakt dr. Del Amico boos en laat dit hem ook merken. Als de oude bekende van dr. Ross, Charlie, mishandeld op de SEH komt werken zij toch weer samen.  
Dr. Ross krijgt steeds sterkere gevoelens voor Hathaway, dit resulteert in een kus.
Dr. Benton heeft het emotioneel zwaar nu zijn pasgeboren zoon vecht voor zijn leven.
Jeanie Boulet en haar ex-man Al zijn weer officieel bij elkaar als koppel.

## Rolverdeling

### Hoofdrol
- Anthony Edwards - Dr. Mark Greene
- George Clooney - Dr. Doug Ross
- Noah Wyle - Dr. John Carter
- Eriq La Salle - Dr. Peter Benton
- Laura Innes - Dr. Kerry Weaver
- Jorja Fox - Dr. Maggie Doyle
- CCH Pounder - Dr. Angela Hicks
- John Aylward - Dr. Donald Anspaugh
- Maria Bello - Dr. Anna Del Amico
- Ted Rooney - Dr. Tabash
- Gloria Reuben - Jeanie Boulet
- Michael Beach - Al Boulet
- Julianna Margulies - verpleegster Carol Hathaway
- Bellina Logan - verpleegster Kit
- Yvette Freeman - verpleegster Haleh Adams
- Conni Marie Brazelton - verpleegster Connie Oligario
- Laura Cerón - verpleegster Chuny Marquez
- Lily Mariye - verpleegster Lily Jarvik
- Deezer D - verpleger Malik McGrath
- Dinah Lenney - verpleegster Shirley
- Montae Russell - ambulancemedewerker Dwight Zadro
- J.P. Hubbell - ambulancemedewerker Lars Audia
- Abraham Benrubi - Jerry Markovic
- Kristin Minter - Randi Fronczak
- Lisa Nicole Carson - Carla Reese
- Erica Gimpel - Adele Newman
- Charles Noland - E-Ray

### Gastrol
- Nan Martin - Mrs. Curwane
- John Bradley - Mr. Munder
- Khandi Alexander - Jackie Robbins
- Kirsten Dunst - Charlie Chiemingo
- Shashawnee Hall - rechercheur Ford
- Ralph Meyering Jr. - rechercheur
- JoNell Kennedy - Judy Munder
- Mary Cadorette - Carla Kramer
- Gabriel Damon - Tommy
- Cynthia Graham - Ann Ferguson

en vele andere